# Ferrovia Roosendaal-Flessinga
La ferrovia Roosendaal-Flessinga è una linea ferroviaria olandese che unisce le città di Roosendaal, nella provincia del Brabante Settentrionale, e Flessinga, in Zelanda. È anche conosciuta come staatslijn F.

## Storia
Il primo tratto, tra Roosendaal e Bergen op Zoom, fu inaugurato il 23 dicembre 1863. Fu la terza linea ferroviaria messa in funzione dalla Maatschappij tot Exploitatie van Staatsspoorwegen nel suo primo anno di vita. Poco meno di cinque anni dopo, il 1° luglio 1868, la linea fu estesa a Goes. Il 1° settembre 1873 la ferrovia raggiunse Flessinga.
La linea è stata elettrificata nel 1956.